# Ґайровське
Ґайровське (пол. Gajrowskie, нім. Friedrichsheyde, 1938–1945: Friedrichsheide) — село в Польщі, у гміні Видміни Гіжицького повіту Вармінсько-Мазурського воєводства.
Населення — 64 особи (2011).
У 1975-1998 роках село належало до Сувальського воєводства.

## Демографія
Демографічна структура станом на 31 березня 2011 року:
|          | Загалом | Допрацездатний вік | Працездатний вік | Постпрацездатний вік |
| -------- | ------- | ------------------ | ---------------- | -------------------- |
| Чоловіки | 35      | 16                 | 16               | 3                    |
| Жінки    | 29      | 6                  | 15               | 8                    |
| Разом    | 64      | 22                 | 31               | 11                   |